# Kościół Ścięcia św. Jana Chrzciciela w Piaskach
Kościół Ścięcia świętego Jana Chrzciciela w Piaskach – rzymskokatolicki kościół parafialny należący do parafii pod tym samym wezwaniem (dekanat kruszwicki archidiecezji gnieźnieńskiej).
Obecny kościół w stylu neobarokowym został zbudowany na wzgórzu w 1932 roku. Świątynia jest bardzo okazała, orientowana, trzynawowa z wieżą umieszczoną po północnej stronie. Konsekracja budowli miała miejsce w 1934 roku. Do zabytków kościoła należą: obraz Matki Bożej Pocieszenia, namalowany w 1. połowie XVII wieku, rokokowy ołtarz, wykonany w 2. połowie XVIII wieku, XVI-wieczna rzeźba głowy świętego Jana Chrzciciela na misie z relikwią, rzeźba świętego Sebastiana powstała zapewne w 2. połowie XVIII wieku oraz XVII-wieczny ołtarz w stylu manierystycznym, ozdobiony rokokową mensą sarkofagową.